# De Wouters
de Wouters (ook: de Wouters d'Oplinter, de Wouters d'Oplinter Bouchout, de Wouters de Bouchout en: de Wouters de Vroenhoven) is een geslacht dat sinds 1820 tot de Belgische adel behoort.

## Geschiedenis
De tot nog toe vroegstbekende stamvader is Willem Wouters (†1654), waarschijnlijk de zoon van Willem Wouters en Marie Commers uit Tienen. 
In 1766 werd Jeanne Putteau, weduwe van Guillaume Wouters, heer van Oplinter met terugwerkende kracht voor haar man, en met haar twee zonen in de adelstand verheven door keizerin Maria-Theresa. 
In 1792 werd door keizer Frans II aan Jean-Lambert Wouters (1743-1824), heer van Oplinter en al zijn mannelijke afstammelingen de titel van ridder verleend. Hij was de zoon van Jacques Wouters, luitenant-meier van Tienen, stadhouder van de heerlijkheden Oplinter en Vroenhoven, en van Marie-Lambertine Baerts. In 1820 werd door Willem I aan Jean-Lambert adelserkenning verleend met bevestiging van de titel van ridder voor alle mannelijke afstammelingen, evenals toekenning van het voorvoegsel, prefix of particuul "de".

## Enkele telgen
Jean-Lambert ridder de Wouters, heer van Oplinter, Bouchout en Vroenhoven (1743-1824) voornoemd, advocaat, voorzitter van de rechtbank in Tienen, stadssecretaris van Tienen en gemeenteraadslid, werd erkend in de adel in 1820. Hij was getrouwd met Elisabeth Liefferinckx-Rega (1750-1835).
- Philippe Antoine Joseph ridder de Wouters d'Oplinter-Bouchout (1783-1856), inspecteur van Waters en Bossen, lid van de provinciale staten, senator, burgemeester van Oplinter, Vertrijk en Neervelp. Hij kocht het kasteel van Kwabeek in 1813 over van z'n vader als woonst waarna verschillende telgen van de familie hier bleven wonen tot Lambert de Wouters d'Oplinter het weer verkoopt in 1893.
  - Alphonse Jean Lambert Philippe ridder de Wouters d'Oplinter (1814-1880), advocaat, burgemeester, algemeen administrateur van de goederen van de hertog van Arenberg, stamvader van de takken de Wouters d'Oplinter
    - Maurice Philippe Joseph Alfred ridder de Wouters d'Oplinter (1838-1869), ontvanger in dienst van het huis Arenberg
      - Emmanuel Florian Lambert Jean ridder de Wouters d'Oplinter (1866-1932), raadsheer bij het Chinese ministerie van Buitenlandse zaken, vicevoorzitter van de Banque Belge pour l'Etranger
        - Pierre Albert Marie baron de Wouters d'Oplinter (1905-1995), bankier, ontving de titel van baron in 1967 met recht van eerstgeboorte
          - Emmanuel Edouard Albert Louis baron de Wouters d'Oplinter (1935), economisch adviseur; trouwde in 1967 met Eleonora Carola van Maasdijk (1943), dochter van journalist en algemeen secretaris van Juliana der Nederlanden Gerrie van Maasdijk

      - Fernand Léon Sidoine Marie Joseph baron de Wouters d'Oplinter (1868-1942), vertegenwoordiger van België bij de eerste vergadering van de Volkenbond in Genève, lid van de kamer van volksvertegenwoordigers, minister van economische zaken (juni-november 1920), verlening van de titel van baron in 1933 met recht van eerstgeboorte en vergunning voor zijn zoon die titel al tijdens het leven van zijn vader te dragen
        - baron Charles Adolphe de Wouters d'Oplinter (1898-1975), bankier en industrieel
          - baron Guy de Wouters d'Oplinter (1930-), achtereenvolgens bestuurder van Shell, van de Société Générale de Belgique en van de Groupe Wendel. Voorzitter UNIAPAC (1994-1996)

        - Jean Guy Marie Joseph ridder de Wouters d'Oplinter (1905-1973), vliegtuigconstructeur

    - Camille Philippe Antoine Joseph Frédéric Ernest ridder de Wouters d'Oplinter (1839-1916), burgemeester van Ecaussinnes-Lalaing, ontvanger voor het huis Arenberg
      - Frédéric Sidonie Prosper Camille Octave Alphonse (Fritz) ridder de Wouters d'Oplinter (1870-1954), kolonel der cavalerie
      - Maurice Jean Alexis Camille Germain ridder de Wouters d'Oplinter (1882-1959), industrieel
        - Antoine Camille Adolphe Maurice ridder de Wouters d'Oplinter (1926-2006), eigenaar van platen- en cd-zaak La Boîte à Musique in Brussel), organisator van concerten, platenproducent en oprichter van Pavane Records
          - Michel Emmanuel Patrick ridder de Wouters d'Oplinter (1956), filmproducent, cineast
          - Bertrano (Bertrand) ridder de Wouters d'Oplinter (1966), eigenaar van platen- en cd-zaak La Boîte à Musique in Brussel)

        - Albéric Joseph Auguste Edouard Philippe ridder de Wouters d'Oplinter (1927-2016), verzekeraar, verzetsstrijder
          - jkvr. Pascale Caroline Antoinette Edith de Wouters d'Oplinter (1960), advocaat; trouwde in 1987 met prof. mr. dr. Albert Jan van den Berg (1949), hoogleraar rechten aan de Erasmusuniversiteit
          - jkvr. Marlène de Wouters (1963), presentatrice, journaliste; trouwde in 1990 met jhr. Hervé Marie Joseph Etienne van Wassenhove (1962), lid van de familie Van Wassenhove
            - jhr. Cédric van Wassenhove (1992), golfer

    - Lambert Joseph Adolphe Oswald ridder de Wouters d'Oplinter (1850-1893), getrouwd in 1875 met Marie-Louise Goethals (1856-1935).
      - Gaëtan Marie Ernest Antoine Joseph ridder de Wouters d'Oplinter (1878-1944), burgemeester van Rotselaar, bewoner van het kasteel Regahof, getrouwd in 1903 met Marie-Thérèse Goethals (1880-1971). Ze hadden dertien kinderen.

  - Gustave Charles Marie Joseph de Wouters de Bouchout (1821-1895), controleur van belastingen
    - Joseph Armand Marie Ghismian ridder de Wouters de Bouchout (1871-1949), kunstschilder

  - Auguste Edouard François Joseph Hubert ridder de Wouters de Bouchout (1825-1903), burgemeester van Vertrijk, stamvader van de tak de Wouters de Bouchout
    - Philippe ridder de Wouters de Bouchout (1857-1935), burgemeester van Roosbeek-Neerbutsel

  - Alphonse ridder de Wouters de Bouchout (1859-1947), burgemeester van Melkwezer
- Jean François Auguste ridder de Wouters de Vroenhoven (1793-1843), burgemeester van 's Gravenbrakel, beheerder van de goederen van de hertog van Wellington als prins van Waterloo, en van de prinsen van Arenberg, stamvader van de in 1900 uitgestorven tak de Wouters de Vroenhoven. Hij was getrouwd met Demoiselle Flore Josephine Silvie Mary (1793-?)